# Модель Оппенгеймера-Снайдера
У загальній теорії відносності модель Оппенгеймера-Снайдера є розв’язком рівнянь Ейнштейна на основі метрики Шварцшильда, що описує колапс об’єкта екстремальної маси в чорну діру.  Вона названа на честь фізиків Роберта Оппенгеймера та Гартленда Снайдера, які опублікували її в 1939 році. 
Під час колапсу зорі в чорну діру геометрія ззовні сфери відповідає геометрії Шварцшильда. Однак геометрія всередині така ж геометрія Робертсона-Уокера, як і в решті спостережуваного Всесвіту. 

## Історія
Альберт Ейнштейн, який розробив свою загальну теорію відносності в 1915 році, спочатку заперечував можливість існування чорних дір  хоча вони були справжнім наслідком метрики Шварцшильда, отриманої Карлом Шварцшильдом в 1916 році, першим відомим нетривіальним точним розв'язком рівнянь Ейнштейна.  У 1939 році Ейнштейн опублікував «On a Stationary System with Spherical Symmetry Consisting of Many Gravitating Masses» в Annals of Mathematics, стверджуючи, що забезпечує «чітке розуміння того, чому ці « сингулярності Шварцшильда » не існують у фізичній реальності».  
Через кілька місяців після публікації статті Ейнштейна,  Роберт Оппенгеймер і його учень Гартленд Снайдер розглядали цю тему у своїй статті «On Continued Gravitational Contraction», висловлюючи аргументи протилежні аргументам Ейнштейна.   Вони показали, що коли у досить масивної зорі закінчується речовина для термоядерного синтезу, вона буде зазнавати безперервного гравітаційного стиснення та відокремлюватися від решти Всесвіту межею, яка отримала назву горизонт подій, через який не може проникати навіть світло. Ця стаття передбачила існування того, що сьогодні відомо як чорні діри.   Термін «чорна діра» був введений десятиліттями пізніше, восени 1967 року, Джоном Арчибальдом Вілером на конференції, проведеній Інститутом космічних досліджень Годдарда в Нью-Йорку;  наступного року він вперше був використаний в друкованій літературі.  Оппенгеймер і Снайдер, вперше в сучасній фізиці, використали теорію гравітації Ейнштейна, щоб довести, як могли виникати чорні діри, але не посилались на вищезгадану статтю Ейнштейна.  Проте Оппенгеймер і Снайдер посилалися на більш ранню статтю Оппенгеймера і Волкова про нейтронні зорі, розвиваючи роботу Льва Давидовича Ландау .  Раніше, в тому ж році, Оппенгеймер і троє його колег, Річард Толмен, Роберт Сербер і Джордж Волков, досліджували стабільність нейтронних зір, визначивши межу Толмена-Опенгеймера-Волкова .    Оппенгеймер не повертався до цієї теми в наступних публікаціях. 

## Модель
Модель Оппенгеймера-Снайдера безперервного гравітаційного колапсу описується лінійним елементом  {\displaystyle ds^{2}=-d\tau ^{2}+A^{2}(\eta )\left({\frac {dR^{2}}{1-2M{\frac {R_{-}^{2}}{R_{b}^{2}}}{\frac {1}{R_{+}}}}}+R^{2}d\Omega ^{2}\right)} У цей вираз входять наступні величини:
- Координатами є {\displaystyle (\tau ,R,\theta ,\phi )} де {\displaystyle \theta ,\phi } – координати 2-сфери.
- {\displaystyle R_{b}} є додатною величиною, «граничним радіусом», що представляє межу області матерії.
- {\displaystyle M} — додатна величина, маса.
- {\displaystyle R_{-}=\mathrm {min} (R,R_{b})} і {\displaystyle R_{+}=\mathrm {max} (R,R_{b})} .
- {\displaystyle \eta } неявно визначається рівнянням

{\displaystyle \tau (\eta ,R)={\frac {1}{2}}{\sqrt {\frac {R_{+}^{3}}{2M}}}(\eta +\sin \eta ).}
- {\displaystyle A(\eta )={\frac {1+\cos \eta }{2}}} .

Цей вираз відповідає як області з масою {\displaystyle R<R_{b}}, так області вакууму {\displaystyle R>R_{b}} і має неперервний перехід між ними.